# Lasioglossum hypsiston
Lasioglossum hypsiston är en biart som beskrevs av Ebmer 1980. Lasioglossum hypsiston ingår i släktet smalbin, och familjen vägbin. Inga underarter finns listade i Catalogue of Life.